# Aufgemerkt! Pelzig unterhält sich
In der Sendung Aufgemerkt! Pelzig unterhält sich empfing Frank-Markus Barwasser in seiner Rolle als Erwin Pelzig im Theater im Schlachthof München prominente Gäste, mit denen er überspitzt über Alltägliches sprach. Zu trinken bot Barwasser seinen Gästen immer eine ausgefallene Bowle an, die er selbst ausschenkte. Die Sendung wurde in der zweiten Hälfte des Jahres 2010 wegen Barwassers Wechsel zum ZDF eingestellt. Bis 2015 hatte er im ZDF eine satirische Talksendung Pelzig hält sich.

## Auszeichnungen
| Festival/Filmkritikervereinigung | Auszeichnung/Kategorie                             | Jahr |
| -------------------------------- | -------------------------------------------------- | ---- |
| Adolf-Grimme-Preis               | nominiert – Fernsehspiel / TV-Movie / Unterhaltung | 2004 |
| Bayerischer Fernsehpreis         | Blauer Panther                                     | 2006 |
| Deutscher Fernsehpreis 2007      | nominiert – Beste Comedy                           | 2007 |
| Adolf-Grimme-Preis               | nominiert – Unterhaltung                           | 2010 |
| Deutscher Fernsehpreis 2010      | nominiert – Beste Comedy                           | 2010 |
| Deutscher Comedypreis 2010       | nominiert – Beste Late-Night-Show                  | 2010 |

## Gäste
Neben prominenten deutschen Politikern traten Gäste quer durch die Gesellschaft auf. Auszug ehemaliger Gäste:

Gregor Gysi, Theo Waigel, Kurt Beck, Sabine Leutheusser-Schnarrenberger, Gabriele Pauli, Nina Ruge, Alfons Schuhbeck, Ottfried Fischer, Rudolph Moshammer, Sido, Horst Seehofer, Sahra Wagenknecht, Florian Pronold, Margot Käßmann.

## Episodenliste
| Ausgabe | Erstausstrahlung   | Gäste |
| ------- | ------------------ | --- |
| 1       | 11. Juni 1999      | Alfons Schuhbeck, Koch |
| 2       | 22. Oktober 1999   | Rudolph Moshammer, Modedesigner |
| 3       | 15. Juni 2001      | Regina Halmich, Profi-Boxerin; Jürgen Fliege, TV-Pfarrer; Domenica, ehemalige Edel-Prostituierte                                                                                  |
| 4       | 31. Mai 2002       | Klaus Augenthaler, Fußballtrainer; Katrin Wrobel, Miss Germany 2002; Karl Moik, Entertainer                                                                                       |
| 5       | 18. Oktober 2002   | Alexander Hold, TV-Richter; Sabine Leutheusser-Schnarrenberger, MdB (FDP); Roberto Blanco, Entertainer                                                                            |
| 6       | 16. Mai 2003       | Arno Funke, alias Dagobert; Nina Ruge, Moderatorin; Christian Ude, OB München |
| 7       | 31. Oktober 2003   | Sepp Dürr, MdL (Grüne); Henning Wiesner, Tierparkdirektor Hellabrunn; Silke Rottenberg, Fußballerin                                                                               |
| 8       | 30. Dezember 2003  | Alois Glück, MdL (CSU); Alfons Schuhbeck, Koch; Michaela Schaffrath, Schauspielerin                                                                                               |
| 9       | 5. März 2004       | Waltraud Meier, Opernstar; Simone Strohmayr, MdL (SPD); Axel Schulz, Profi-Boxer                                                                                                  |
| 10      | 18. Juni 2004      | Petra Gerster, ZDF-Redakteurin; Katja Jerabek, Stuntfrau; Gregor Gysi, MdB (Die Linke)                                                                                            |
| 11      | 29. Dezember 2004  | Peter Bofinger, Wirtschaftsprofessor; Gitte Hænning, Schlagersängerin; Udo Nagel, Hamburger Innensenator; Peps Zoller, Zauberer                                                   |
| 12      | 6. Mai 2005        | Hellmuth Karasek, Literaturkritiker; Susanne Fröhlich, Autorin; Oskar Lafontaine, MdB (Die Linke)                                                                                 |
| 13      | 20. Oktober 2005   | Werner Schnappauf, Umweltminister (CSU); Eva Herman, Autorin; Max Bauer, Geräuschemacher                                                                                          |
| 14      | 30. Dezember 2005  | Theo Waigel, MdB (CSU); Renate Kirmeier, Mitglied bei Mensa; Ottfried Fischer, Kabarettist                                                                                        |
| 15      | 30. März 2006      | Kurt Beck, Ministerpräsident (SPD); Arabella Kiesbauer, TV-Moderatorin; Walter Simbeck, Filmtiertrainer                                                                           |
| 16      | 18. Mai 2006       | Claudia Roth, MdB (Grüne); Günther Koch, Sportreporter; Werner Wittek, Personenschützer                                                                                           |
| 17      | 26. Oktober 2006   | Josef Schadhauser, Physiotherapeut; Katrin Müller-Hohenstein, Sportreporterin; Sabine Leutheusser-Schnarrenberger, MdB (FDP)                                                      |
| 18      | 14. Dezember 2006  | Günter Struve, ARD-Programmdirektor; Sarah Kern, Modedesignerin; Beate Merk, Justizministerin (CSU) Ingo Buckert, Nichtrauchertrainer                                             |
| 19      | 8. März 2007       | Gabriele Pauli, Landrätin (CSU); Ute Vogt, MdL (SPD-BW); Ingrid Hofmann, Unternehmerin; Gerhard Heilmaier, Loremo Geschäftsführer                                                 |
| 20      | 28. Juni 2007      | Claus Strunz, Chefredakteur Bild am Sonntag; Katja Kipping, MdB (Die Linke); Ekkehard Wenger, BWL-Professor; Joachim Fuchsberger, Schauspieler und Entertainer                    |
| 21      | 25. Oktober 2007   | Kati Wilhelm, Biathlon-Olympiasiegerin; Jürgen Trittin, MdB (Grüne); Paul Sahner, Bunte-Chefreporter                                                                              |
| 22      | 15. Dezember 2007  | Anja Kohl, Wirtschaftsjournalistin; Dr. Christine Theiss, Kickbox-Weltmeisterin; Christine Haderthauer, CSU-Generalsekretärin; Christiane Paul, Schauspielerin                    |
| 23      | 21. Februar 2008   | Sarah Wiener, TV-Köchin und Unternehmerin; Sabine Schwind von Egelstein, Imagedesignerin; Jürgen Falter, Parteienforscher; Thilo Bode, Gründer und Geschäftsführer von Foodwatch  |
| 24      | 20. März 2008      | Heiner Lauterbach, Schauspieler; Franziska Drohsel, Bundesvorsitzende der Jusos; Annette Humpe, Musikerin; Marcel Reif, Fußballreporter                                           |
| 25      | 15. Mai 2008       | Oswald Metzger, Polit-Konvertit; Vanessa Eden, Begleitservice; Rainer Langhans, 68er-Legende                                                                                      |
| 26      | 26. Juni 2008      | Borwin Bandelow, Angstforscher; Frank Plasberg, TV-Talker; Tamara Raich, Personenschützerin; Ottmar Schreiner, SPD-Urgestein                                                      |
| 27      | 25. September 2008 | Marianne Tritz, Zigaretten-Lobbyistin; Roger Willemsen, Moderator und Autor; Hubertus von Hohenlohe, Prinz, Fotograf, Skirennläufer; Lilo Friedrich, Ex-SPD-Bundestagsabgeordnete |
| 28      | 6. November 2008   | Markus Söder, Bayerischer Umweltminister; Caspar Dohmen, Wirtschaftsjournalist (Süddeutsche Zeitung); Silvana Koch-Mehrin, FDP-Europaabgeordnete                                  |
| 29      | 29. Januar 2009    | Monika Hohlmeier, CSU-Politikerin; Adrian Sutil, Formel-1-Rennfahrer; Harald Lesch, ZDF-Wissenschafts-Moderator; Roland Axel Werzinger, Orthopäde                                 |
| 30      | 12. März 2009      | Steffen Seibert, ZDF-Moderator; Reinhold Messner, Berg-Legende; Reiner Calmund, Fußball-Manager                                                                                   |
| 31      | 28. Mai 2009       | Sportfreunde Stiller, Musiker; Hanns Hatt, Geruchsforscher; Oswalt Kolle, Aufklärungs-Experte                                                                                     |
| 32      | 24. September 2009 | Alexander und Thomas Huber, Bergsteiger; Werner Mang, Schönheitschirurg; Aktham Suliman, Journalist (Al Dschasira); Jürgen Falter, Parteienforscher                               |
| 33      | 29. Oktober 2009   | Reinhard Marx, Erzbischof; Sido, Rapper; Agnes Krumwiede, Grünen-MdB |
| 34      | 17. Dezember 2009  | Margot Käßmann, Bischöfin und EKD-Ratsvorsitzende; Barbara Schöneberger, Moderatorin und Sängerin; Manfred Lütz, Psychiater und Bestsellerautor                                   |
| 35      | 8. April 2010      | Ulrich Wickert, TV-Moderator und Autor; Thorsten Havener, Gedankenleser; Uwe Dolata, Experte für Wirtschaftskriminalität; Verena Bentele, Paralympics-Siegerin                    |
| 36      | 20. Mai 2010       | Horst Seehofer, Bayerischer Ministerpräsident, Sahra Wagenknecht, Vorstandsmitglied der Linkspartei; Karen Heumann, Vorstand der Werbeagentur Jung von Matt                       |
| 37      | 13. Juli 2010      | Bettina Schausten, ZDF-Moderatorin und Leiterin des Hauptstadtstudios; Utz Claassen, Manager; Florian Pronold, Bayerischer SPD-Vorsitzender; Wladimir Kaminer, Schriftsteller     |